# Belgravia
Pour les articles homonymes, voir Belgravia (série télévisée).
Belgravia est un quartier de la cité de Westminster à Londres (Angleterre), au sud-ouest du palais de Buckingham.

## Situation et accès
Belgravia, vaste de 80 ha, n'est pas et n'a jamais été une zone administrative, et n'a aucune limite officielle mais est approximativement délimité par Knightsbridge au nord, par Grosvenor Place, le palais de Buckingham et Grosvenor Gardens à l'est, par Ebury Street et Pimlico Road au sud, et par Lower Sloane Street, Sloane Square et Sloane Street à l'ouest. Les rues occidentales du secteur sont situées dans le borough royal de Kensington et Chelsea et peuvent être considérées comme relevant soit de Knightsbridge, soit de Chelsea.
Les principaux squares de Belgravia sont : Eaton Square, Belgrave Square, Chester Square et Lowndes Square.
Ce quartier est souvent considéré comme le plus riche de la ville, le prix moyen d'une grande maison y dépassant souvent 15 millions de livres (18 millions d'euros en 2024).
La famille Grosvenor, 6e fortune du Royaume-Uni, possède à travers le groupe immobilier Groupe Grosvenor l'ensemble des immeubles de Belgravia.
De nombreuses ambassades se trouvent dans le quartier, en particulier sur Belgrave Square.

## Origine du nom
La famille Grosvenor, propriétaire du quartier, lui a donné le nom d’un domaine lui appartenant dans le Cheshire, Belgrave.

## Bâtiments remarquables et lieux de mémoire

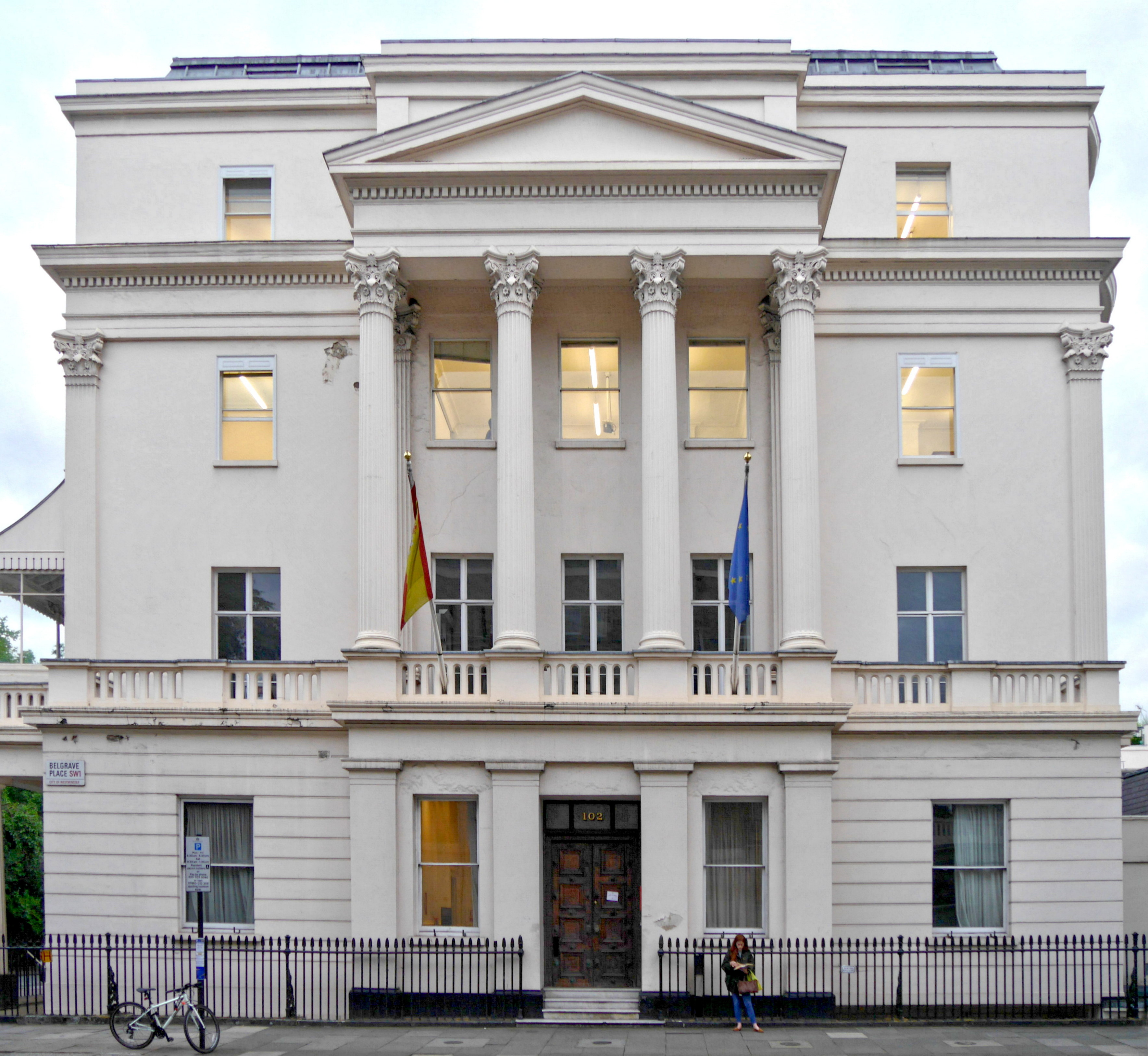
No 102, Eaton Square.

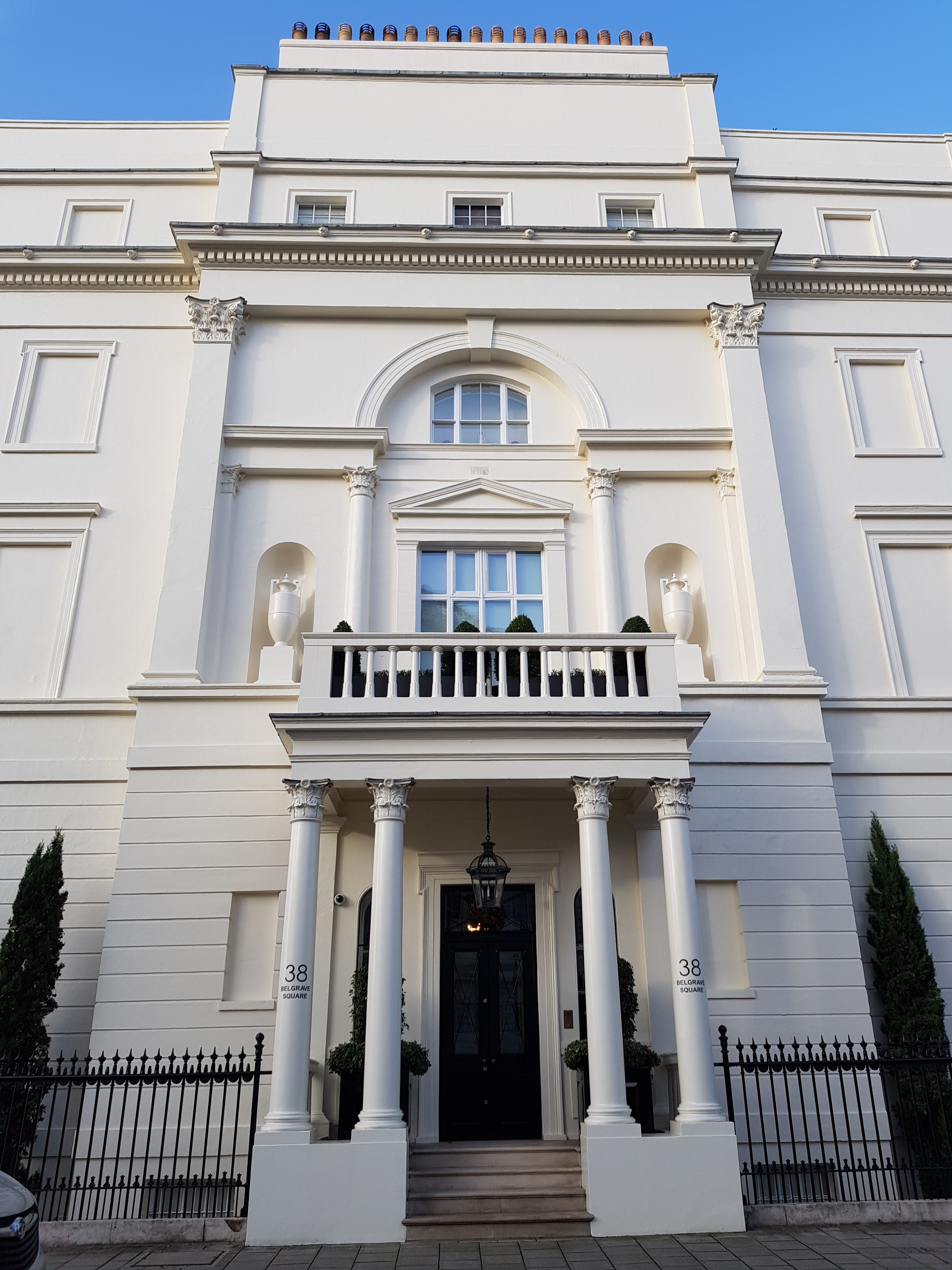
No 38, Belgrave Square.

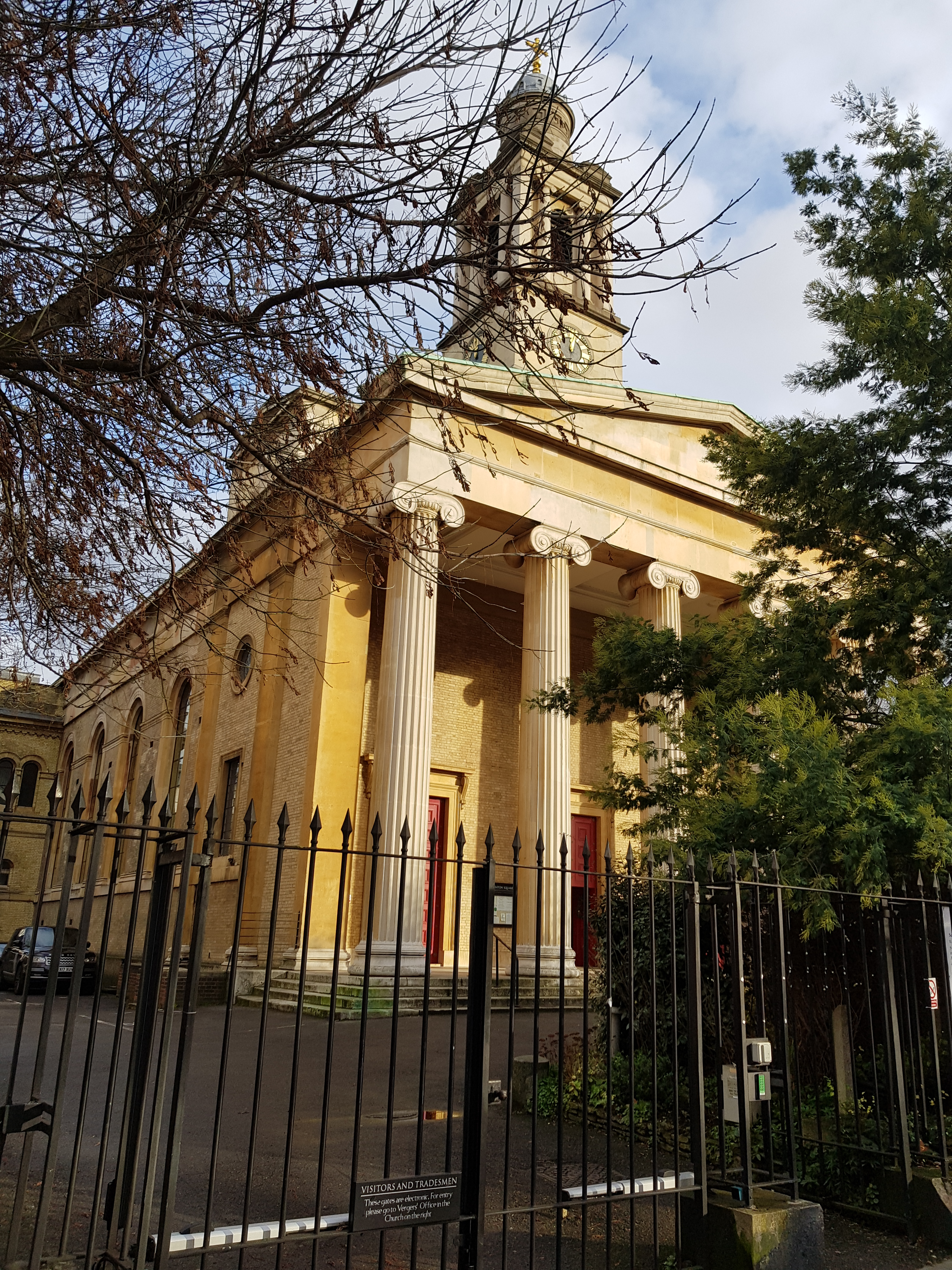
Église Saint-Pierre.

### Ambassades
- Ambassade d'Allemagne, 23, Belgrave Square,
- Ambassade d'Argentine, 49, Belgrave Square,
- Ambassade d'Autriche, 18, Belgrave Mews,
- Ambassade de Bahreïn, 30, Belgrave Square,
- Ambassade de Belgique, 17, Grosvenor Crescent,
- Ambassade de Bolivie, 106, Eaton Square,
- Ambassade de Côte-d'Ivoire, 2, Upper Belgrave Street,
- Ambassade du Danemark, 55, Sloane Street,
- Ambassade des Émirats Arabes Unis, 1-2, Grosvenor Crescent,
- Ambassade de Hongrie, 35, Eaton Place,
- Ambassade du Luxembourg, 27, Wilton Crescent.

### Grands hôtels
- The Berkeley, hôtel cinq étoiles ;

- Le Goring Hotel, hôtel cinq étoiles situé à quelques centaines de mètres du palais de Buckingham, au 15, Beeston Place. Il a la particularité d’appartenir à la même famille depuis son ouverture en 1910 et d’être le seul hôtel londonien à arborer en façade le mandat royal, label d’excellence ;

- The Lanesborough, réputé, en 2015, être l'hôtel le plus cher de Londres[5].

### Lieux de culte
- St. Michael's Church, Chester Square, 1844.
- St. Peter's Church, Eaton Square, construite entre 1824 et 1827.

## Personnalités liées au quartier
- Ian Fleming (1908-1964), créateur de James Bond, vécut au 22 Ebury Street, comme en témoigne une blue plaque apposée dans cette rue.

- La romancière Mary Shelley (1797-1851), auteur de  Frankenstein , vécut les dernières années de sa vie, de 1846 à 1851, au no 24 de Chester Square[6], comme le signale un macaron en façade.

- L'ancienne Première ministre britannique Margaret Thatcher (1925-2013) vécut peu de temps avant son décès au no 73 de Chester Square[7].

- David Niven, troisième acteur à avoir interprété James Bond[8], est né à Belgravia.

- Sharon Tate et Roman Polanski habitèrent dans le quartier dans les années 60, à West Eaton Place[9].

## Belgravia dans la littérature

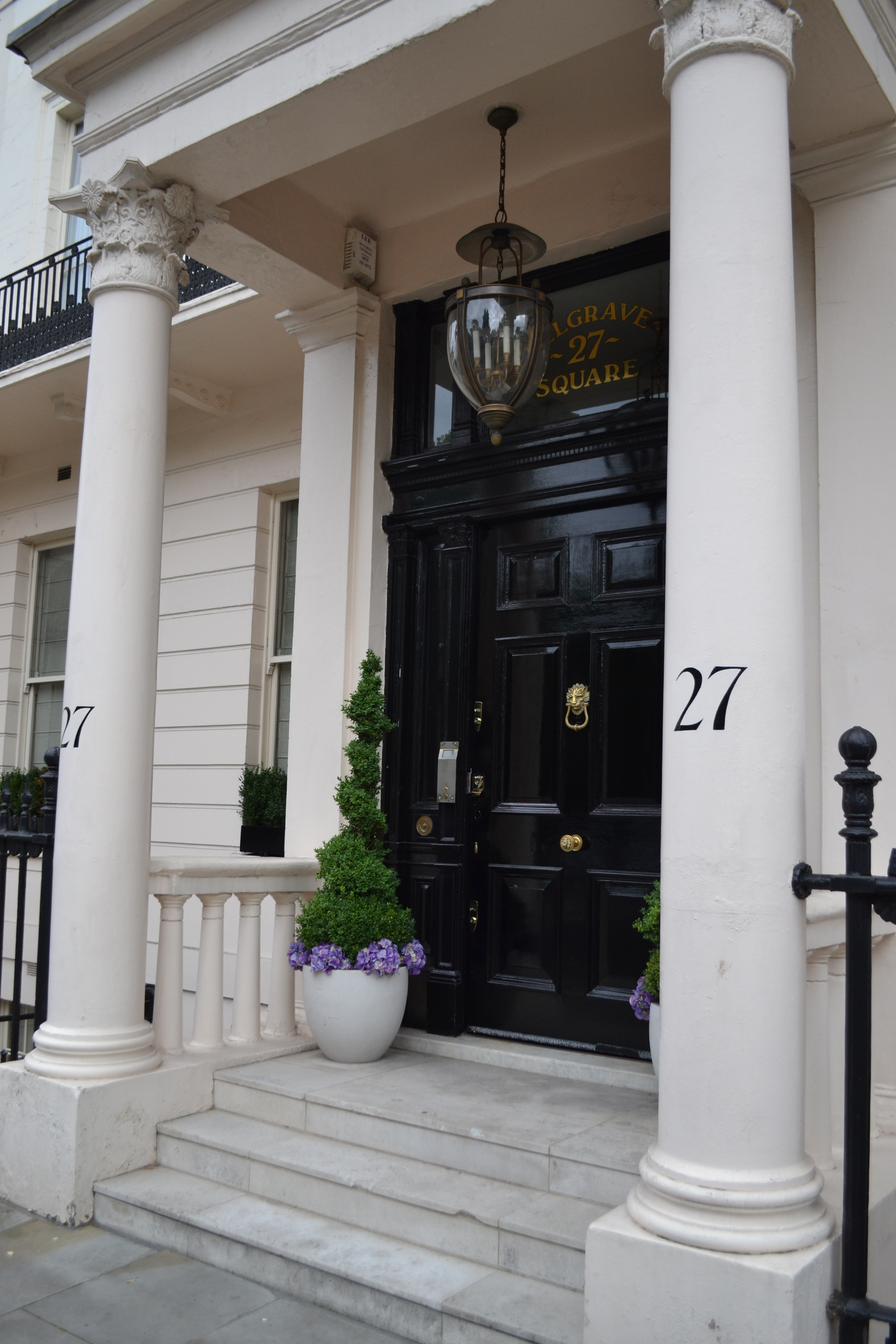
No 27, Belgrave Square.

- Les maisons [de Belgravia] y sont le modèle parfait qu'imitent à des degrés décroissants dans le luxe, l'aisance et jusqu'à l'extrême pauvreté, toutes les autres maisons de Londres. Leur péristyle, fait de deux colonnes à l'antique soutenant le balcon rond (...) devant le salon du premier étage, sera reproduit un million de fois en pierre, stuc ou ciment.

Paul Morand, Londres, 1933, p. 166
- C'est dans le quartier de Belgravia qu'habite l'inspecteur Thomas Lynley de Scotland Yard, héros des romans d'Elizabeth George.

- Le quartier de Belgravia est aussi le décor de l'intrigue du roman de Julian Fellowes, Belgravia[10],[11]. Roman adapté en mini-série en 2020.